# NGC 662
NGC 662 é uma galáxia espiral (Sc) localizada na direcção da constelação de Andromeda. Possui uma declinação de +37° 41' 47" e uma ascensão recta de 1 horas, 44 minutos e 35,5 segundos.
A galáxia NGC 662 foi descoberta em 22 de Novembro de 1884 por Édouard Jean-Marie Stephan.